# Blågrå kvickrot (växt)
Blågrå kvickrot (Elymus pungens) är en gräsart som först beskrevs av Christiaan Hendrik Persoon, och fick sitt nu gällande namn av Aleksandre Melderis. I den svenska databasen Dyntaxa används istället namnet Elytrigia campestris. Enligt Catalogue of Life ingår Blågrå kvickrot i släktet elmar och familjen gräs, men enligt Dyntaxa är tillhörigheten istället släktet kvickrötter och familjen gräs. Arten är reproducerande i Sverige. Utöver nominatformen finns också underarten E. p. campestris.